# Alexander Sutherland Neill
Alexander Sutherland Neill, rövidítve A. S. Neill (Forfax, Skócia, 1883. október 17. – Aldeburgh, 1973. szeptember 23.) skót pedagógus, a Summerhill iskola alapítója.

## Életútja
Neill pedagógus családban született, apja egy skóciai vidéki iskola igazgatója volt. Nem volt jó tanuló, családja tehetségtelennek könyvelte el. Miután több munkahelyen sem vált be, végül segédtanító lett, és mint ilyen, a kor szokásának megfelelően verte is a gyerekeket. Azokban az iskolákban, ahol tanítóskodott, találkozott olyan tanárokkal, akik felkeltették érdeklődését a világ iránt, és ennek nyomán 1908-ban, 25 éves korában beiratkozott az Edinburgh-i Egyetemre. Az egyetemet 1912-be végezte el angol irodalom szakon. Kedvencei nem azok az írók voltak, akikről kötelezően tanult az egyetemen, hanem Bernard Shaw, H. G. Wells és Henrik Ibsen.
Az egyetem elvégzése után újságíró szeretett volna lenni, de ebben az I. világháború kitörése megakadályozta. 1914-ben lett egy kis vidéki iskola megbízott helyettes igazgatója. Itt írja 1915-ben az A Dominie's Log (Egy iskolamester naplója), majd katonai kiképzése alatt a Dominie dismissed (Egy kirúgott iskolamester) című könyveit, melyekben már azokat az elképzeléseit fogalmazza meg, milyennek kell lennie egy szabad iskolának, ahol a legfontosabb dolog a kreativitás, valamint a tanárok és gyerekek kézzelfogható egyenlősége.
Ekkor már sajátos elképzelései vannak az iskolával kapcsolatban. Nem hisz a verésben, nem hisz a felülről irányított fegyelemben, és arra törekszik, hogy a gyerekek minél inkább érdeklődésüknek megfelelő dolgokkal foglalkozhassanak. Le akarja rombolni azt a falat, amit a tanárok a gyerekekkel szemben felépítettek.
1917-ben találkozik először az amerikai születésű oktatásügyi reformerrel Homer Lane-nel, aki ekkor az angliai Dorset megyében működteti gyermek és fiatal bűnözőket nevelő gyermekköztársaságát, és akitől Neill saját nézetei megerősítését kapja, az iskolai önkormányzat ötletét átveszi.
1918-ban a londoni Kings Alfred iskolában tanít, amely a korszak egyik igen progresszív iskolája. Egy szabad iskola létrehozását tervezi. Itt ismerkedik meg első feleségével, aki osztja lelkesedését, s akivel 1921-ben Summerhill-t létrehozzák.
Az iskola, elsősorban anyagi okok miatt, a drezdai Hellebrauban indul, majd az ausztriai Sonntagsbergbe, innen az angliai Lyme Regisben található Summerhill hegyen álló házban működik, és ezt a nevet tartja meg akkor is, amikor a síkvidéki Suffolkban levő Leiston városkába költözik, mely mind a mai napig otthona a Neill által létrehozott demokratikus iskolának.
Az iskola több dologban eltér a tradicionális iskoláktól:
- 1. Az iskolában széles hatáskörrel közös tanár-diák önkormányzat működik, ahol minden tanárnak és diáknak egy szavazata van. A hetente ülésező gyűlés elé nem kerülnek azok a dolgok, amikben az iskolaigazgató dönt: pl. tanárok felvétele és elbocsátása. Az iskolai élet legtöbb kérdése azonban a gyűléseken dől el. Az itt elfogadott törvények mindenkire érvényesek, a tanárokra is. A tanároknak nincs joguk saját elgondolásuk szerint szabályokat kitalálni. Ha megszegik a közösen hozott törvényeket, akkor ez – ugyanúgy, mint a gyerekek esetében – a közösség elé kerül.
- 2. Az iskolai órák látogatása nem kötelező. Az iskolában a játék ugyanolyan értékesnek elismert tevékenység mint a tanulás. Minden gyerek, még a legkisebb is – a tanárok segítségével – maga állítja össze, hogy mit szeretne tanulni. Az órák megtartása a tanárok kötelessége.

Summerhill az 1960-as években lett világhírű, mint a szabad nevelés gyakorlati példája. Summerhill nyomán számos iskola alakult, elsősorban az Amerikai Egyesült Államokban. Neill tanított Dél-Afrikában, Skandináviában, az Amerikai Egyesült Államokban, és elnyerte az exeteri, az essexi, és a new-castle-i egyetemek díszdoktori címét.
Ma a 20. század egyik legfontosabb iskolakritikusának tartják, mert elveit a gyakorlatban is bizonyította. Az iskolát ma lánya, Zoë Readhead vezeti. Az iskolát az angol kormány 2000-ben megpróbálta bezáratni azzal, hogy kényszeríteni akarta az iskolát, hogy tegye kötelezővé a tanórák látogatását. Az iskola pert indított és megnyerte azt. Az ítélet kimondta, hogy az iskolának joga van önálló filozófiával rendelkezni, és hogy az iskolában a tanulás nem csupán az órákon történik.
Az iskolát 2007-ben újra ellenőrizte az angol iskolafelügyelet (OFSTED), és pozitívan nyilatkozott róla.
Summerhill befolyása változatlanul nagy. Ma a világon több mint 100 olyan iskola működik, amely Summerhillt fontos ősének tekinti, és a szabad iskolák mozgalma újra erősödőben van. Magyarországon Barta Judit fordításában Neill: Summerhill a pedagógia csendes forradalma című munkája három kiadást ért meg a 2000-es években (2004, 2005, 2009).

## Munkái (válogatás)
- A Dominie's Log (angolul) (1915)
- A Dominie Dismissed, (angolul) (1916)
- Booming of Bunkie (1919)
- Carroty Broon (1920)
- A Dominie in Doubt (angolul) (1920)
- A Dominie Abroad (1922)
- A Dominie’s Five (1924)
- The Problem Child (1926)
- The Problem Parent (1932)
- Is Scotland Educated? (1936)
- That Dreadful School (1937)
- The Problem Teacher (1939)
- The Last Man Alive 1939 (angolul)
- Hearts Not Heads in the School (1945)
- The Problem Family (1949)
- TheFreeChild (1953) (angolul)
- Summerhill: A Radical Approach to Child Rearing (Erich Fromm előszavával) (1960)
- Freedom, Not License! (1966)
- Talking of Summerhill (1967)
- Children's Rights: Toward the Liberation of the Child (társszerzők: Leila Berg, Paul Adams, Nan Berger, Michael Duane és Robert Ollendorff) (1971)
- Neill, Neill, Orange Peel! (1972)
- Record of a friendship: the correspondence between Wilhelm Reich and A. S. Neill, 1936-1957 (1982)
- All the Best, Neill: Letters from Summerhill (1984)

### Magyarul
- Summerhill. A pedagógia csendes forradalma; ford. Barta Judit; Kétezeregy, Piliscsaba, 2004